# Wanderbilt Duarte de Barros
Wanderbilt Duarte de Barros (Óbidos, 25 de fevereiro de 1916 — Rio de Janeiro, 30 de abril de 1997) foi um agrônomo e ambientalista brasileiro.

## Biografia
Barros estudou primeiro em sua cidade natal, e depois em Belém do Pará. Graduou-se em 1937 em Engenharia Agronômica na Escola Agrotécnica de Passa Quatro, Minas Gerais. Aprovado em concurso, tornou-se funcionário do Jardim Botânico do Rio de Janeiro e depois foi designado para o Parque Nacional do Itatiaia. Seu trabalho foi reconhecido, levando-o a ocupar uma série de posições de relevo na administração pública, destacando-se a direção do Parque Nacional da Serra dos Órgãos e do Parque do Itatiaia e a superintendência do Jardim Botânico do Rio de Janeiro.

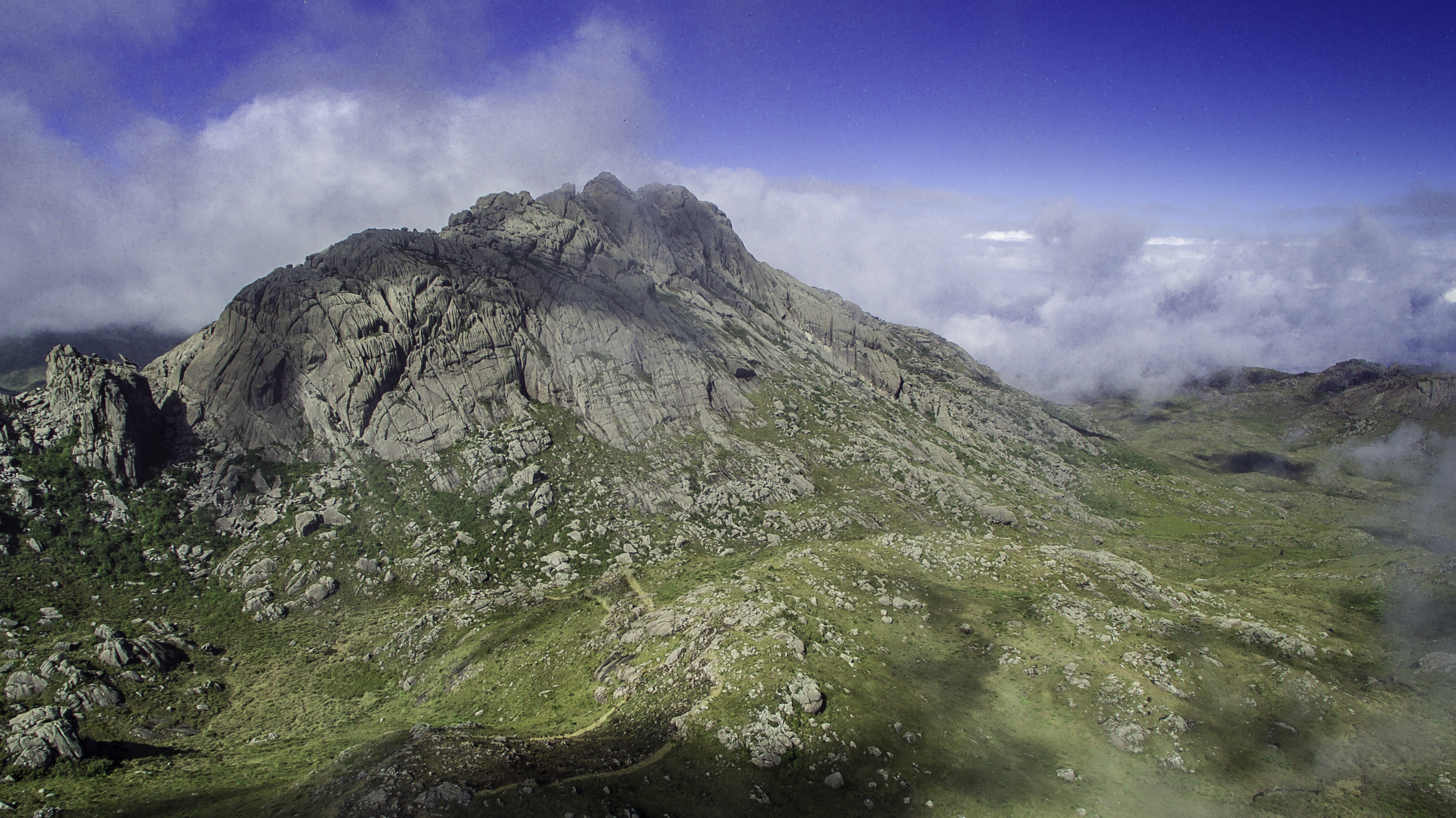
Asa do Hermes e Pico das Agulhas Negras no Parque do Itatiaia.

Tornou-se mais conhecido durante sua gestão em Itatiaia, dirigindo o parque de setembro de 1943 até fevereiro de 1957. Ali realizou uma série de melhorias na infraestrutura física e administrativa, abriu trilhas, implantou um serviço de fiscalização, um museu de fauna e flora, um núcleo de pesquisas científicas, ampliou a biblioteca e iniciou a publicação do periódico Boletim do Parque Nacional do Itatiaia, um veículo de divulgação das pesquisas realizadas no parque, para as quais convidou muitos especialistas renomados. Preocupava-se com a conservação da natureza e procurou organizar formas de turismo não agressivo. Seu trabalho possibilitou o estudo de muitas espécies e a identificação de outras desconhecidas, e projetou o parque internacionalmente. No Jardim Botânico do Rio também deixou uma obra importante na reestruturação dos seu funcionamento, além de organizar um congresso internacional de jardins botânicos. Participou de um grupo de estudos para a reforma agrária e por um ano (1965) presidiu o Instituto Brasileiro de Reforma Agrária, foi membro do Conselho Nacional de Reforma Agrária e do Consórcio Brasileiro de Produtividade, e assessor para problemas agrônomos de Roberto Campos no Ministério do Planejamento.
Foi autor de artigos científicos e em 1952 publicou um livro influente sobre a criação de áreas protegidas, Parques Nacionais do Brasil, que segundo Carla Morsello "é a primeira obra claramente voltada para a discussão deste tema no Brasil, e que muito influenciou cientistas e técnicos da época. Neste trabalho ficava igualmente clara a preocupação com a conservação dos recursos naturais, os quais estavam sendo esgotados pelos métodos de exploração postos em prática pela humanidade, especialmente a partir da era industrial".
Um dos primeiros ambientalistas do país, foi um dos fundadores e presidente de uma das primeiras ONGs nacionais, a Fundação Brasileira para Conservação da Natureza (1958), e é lembrado como uma das figuras mais marcantes na história do ambientalismo brasileiro. Hoje o Centro de Visitantes no Parque de Itatiaia leva seu nome, assim como uma rua na cidade de Itatiaia. Marcia Hirota, diretora-executiva da Fundação SOS Mata Atlântica, enalteceu sua "grande trajetória com muitas conquistas e várias contribuições na administração pública e nas pesquisas científicas", e guarda "boas lembranças da nossa luta pela biodiversidade e das áreas protegidas da Mata Atlântica".